# J. Th. Arnfred (film)
J. Th. Arnfred er en dansk dokumentarfilm fra 1976 med instruktion og manuskript af Jørgen Roos.

## Handling
Forfatteren Ib Koch-Olsen interviewer den forhenværende højskoleforstander ved Askov Højskole. Den 92-årige J. Th. Arnfred, der hele sit liv har været engageret i andelsbevægelsen og folkeoplysningsarbejdet, var oprindelig landmand og uddannet civilingeniør. Arnfred fortæller om sit lange liv med disse opgaver.